# Ad extirpanda
Ad extirpanda (в превод от латински: За изкореняване) е папска була на римския папа Инокентий IV, издадена в Перуджа, на 15 май 1252 г., с която се разрешава на Светата инквизиция да прилага физически мъчения спрямо заподозрените в ереси.
След убийството на инквизитора Петър Веронски от катарите на 6 април 1252 г., за да се разправи с еретиците, папа Инокентий IV издава булата „Ad extirpanda“.
С булата се рагламентират множество правила насочени към изкореняване на ересите. Предвижда се изгонване на еретиците от градовете, конфискуване на имуществото им, както и разрушаване на домовете им. Създават се извънредни комисии – трибунали, назначени от съответния градски управител или подеста, които имат право и задължение да задържат еретиците, да отнемат имуществото им, и да издават присъди. Тези правораздавателни органи се избират за срок от 6 месеца, и имот право на 1/3 от имуществото на осъдените или на 1/3 от наложените глоби. За причинени от дейността им вреди отговорност носи съответната община. Заловените еретици следва да се задържат в затвор, като в 15 дневен срок от задържането им следва да започне разследване на деянията им, като след постановяване на присъдите, същите следва да се изпълнят в 5 дневен срок.
„..Освен това, подеста или управителят е длъжен да принуди всички заловени еретици, намиращи се в негова власт, без да се стига до членовредителство и опасност за жиивота, да признаят открито своите заблуждения, като истински разбойници и убийци... и да издадат други известни им еретици, техните имущества, последователи, укриватели и защитници, така както принуждават разбойниците и крадците на имущество да обвинят своите съучастници и да признаят извършените от тях злодеяния...“ Укривателите, защитниците и помощниците на еретиците, техните деця и внуци, се лишават от право да заемат обществени длъжности.
Предвижда се последователите на еретическите заблуждения да се наказват така, както и самите еретици.
Булата официално разрешива на Светата инквизиция да прилага мъчения спрямо обвинените в ереси. Дотогава използването на изтезания се прилага само като крайна мярка, но след издаването на булата мъченията започват да се прилагат редовно, и то не само спрямо обнвинените в ереси, но и спрямо свидетелите. Ограничението при прилагането им е само едно – да се провеждат по такъв начин, че да не доведат до осакатяване на крайници или до смъртта на измъчвания. Физическите изтезания са официално забранени от папа Пий VII едва през 1816 г.